# Juan Miguel Igartua
Juan Miguel Igartua, španski rokometaš, * 29. april 1951.
Leta 1972 je na poletnih olimpijskih igrah v Münchnu v sestavi španske rokometne reprezentance osvojil 15. mesto.